# Cerebratulus melanorhynchus
Cerebratulus melanorhynchus är en djurart som tillhör fylumet slemmaskar, och som beskrevs av Heinrich Bürger 1895. Cerebratulus melanorhynchus ingår i släktet fläsknemertiner, och familjen Cerebratulidae. Inga underarter finns listade i Catalogue of Life.